# Stebno
Stebno (německy Stöben) je obec v okrese Ústí nad Labem v Ústeckém kraji přibližně 5,5 km jjz. od centra Ústí nad Labem, na náhorní planině Českého středohoří ohraničené hlubokými údolími řek Labe a Bíliny. Žije v ní 482 obyvatel.

## Historie
První písemná zmínka o vesnici pochází z roku 1352.

## Obyvatelstvo
Při sčítání lidu v roce 1921 zde žilo 162 obyvatel (z toho osmdesát mužů), z nichž bylo 27 Čechoslováků a 135 Němců. Až na jednoho člověka bez vyznání se hlásili k římskokatolické církvi. Podle sčítání lidu z roku 1930 měla vesnice 172 obyvatel: 51 Čechoslováků, 118 Němců a tři cizince. Většina byla římskými katolíky, ale ve vsi žili také dva evangelíci, pět členů jiných nezjišťovaných církví a dvanáct lidí bez vyznání.
|                                                                      | 1869 | 1880 | 1890 | 1900 | 1910 | 1921 | 1930 | 1950 | 1961 | 1970 | 1980 | 1991 | 2001 | 2011 |
| -------------------------------------------------------------------- | ---- | ---- | ---- | ---- | ---- | ---- | ---- | ---- | ---- | ---- | ---- | ---- | ---- | ---- |
| Obyvatelé                                                            | 188  | 186  | 161  | 145  | 126  | 162  | 172  | 101  | 72   | 85   | 124  | 81   | 144  | 139  |
| Domy                                                                 | 28   | 28   | 28   | 28   | 28   | 32   | 37   | 37   | 61   | 26   | 26   | 28   | 32   | 35   |
| Data z roku 1961 zahrnují i domy místních částí Milbohov a Podlešín. |      |      |      |      |      |      |      |      |      |      |      |      |      |      |

## Části obce
- Stebno
- Chvalov
- Milbohov
- Podlešín
- Suchá

## Pamětihodnosti
- Barokní kostel svatých Šimona a Judy z roku 1692 stojí při silnici v obci. Na západní věži se nachází zvon z roku 1728 od Antonína Schönfelda z Prahy.
- Lípy ve Stebně – dvojice památných stromů (lip malolistých) u vchodu na hřbitov při východním okraji obce 50°36′53″ s. š., 14°1′12″ v. d.)[8]
- Kaple sv. Prokopa v Chvalově. Kaple z roku 1834 stojí na návsi pod dvěma lipami. Ve věžičce zvon s dřevěnou hlavou.
- Kaple sv. Jana a Pavla v Podlešíně. Kaple s věžičkou se zvonem stojí při silnici v dolní části obce.
- Kaple sv. Floriána v Suché. Kaple z roku 1872 stojí při průjezdní silnici v obci. Na věžičce malý zvon.

## Galerie

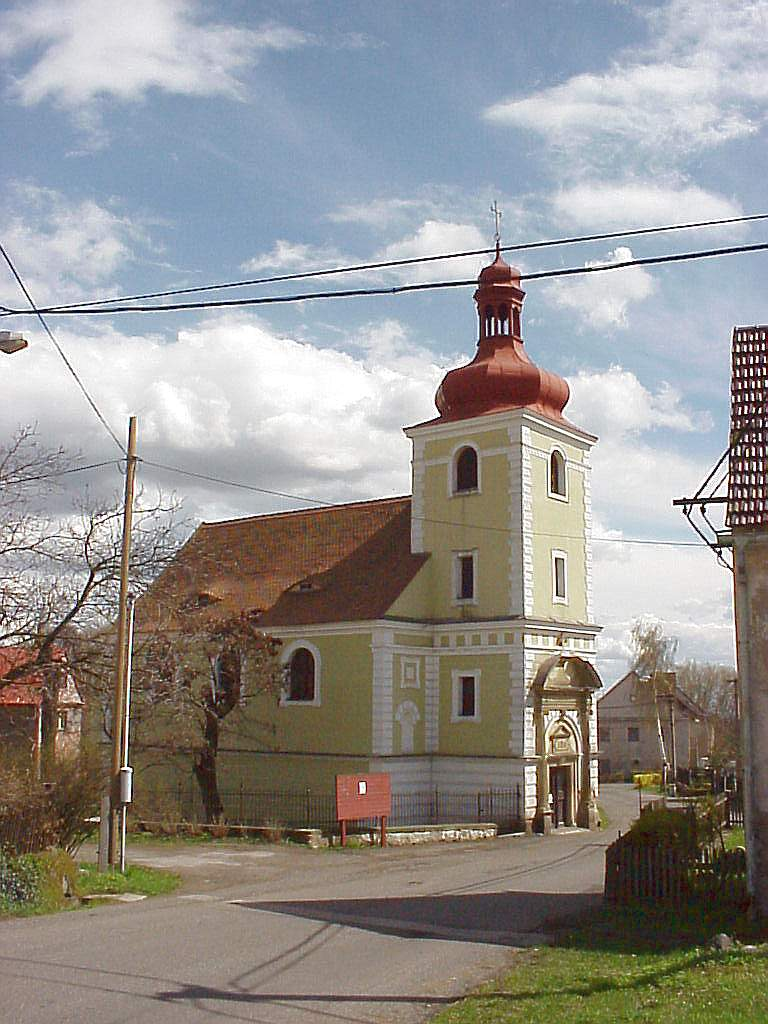
Kostel svatých Šimona a Judy
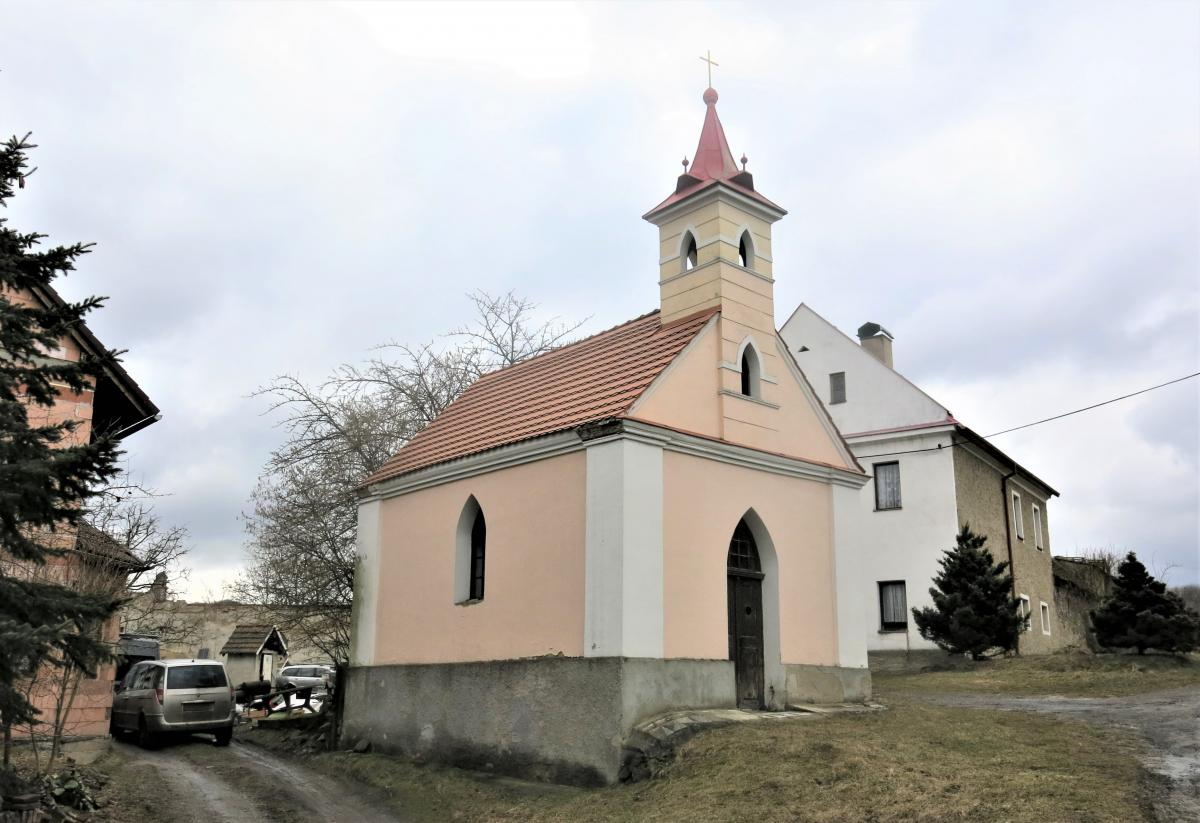
Kaple svatých Jana a Pavla v Podlešíně
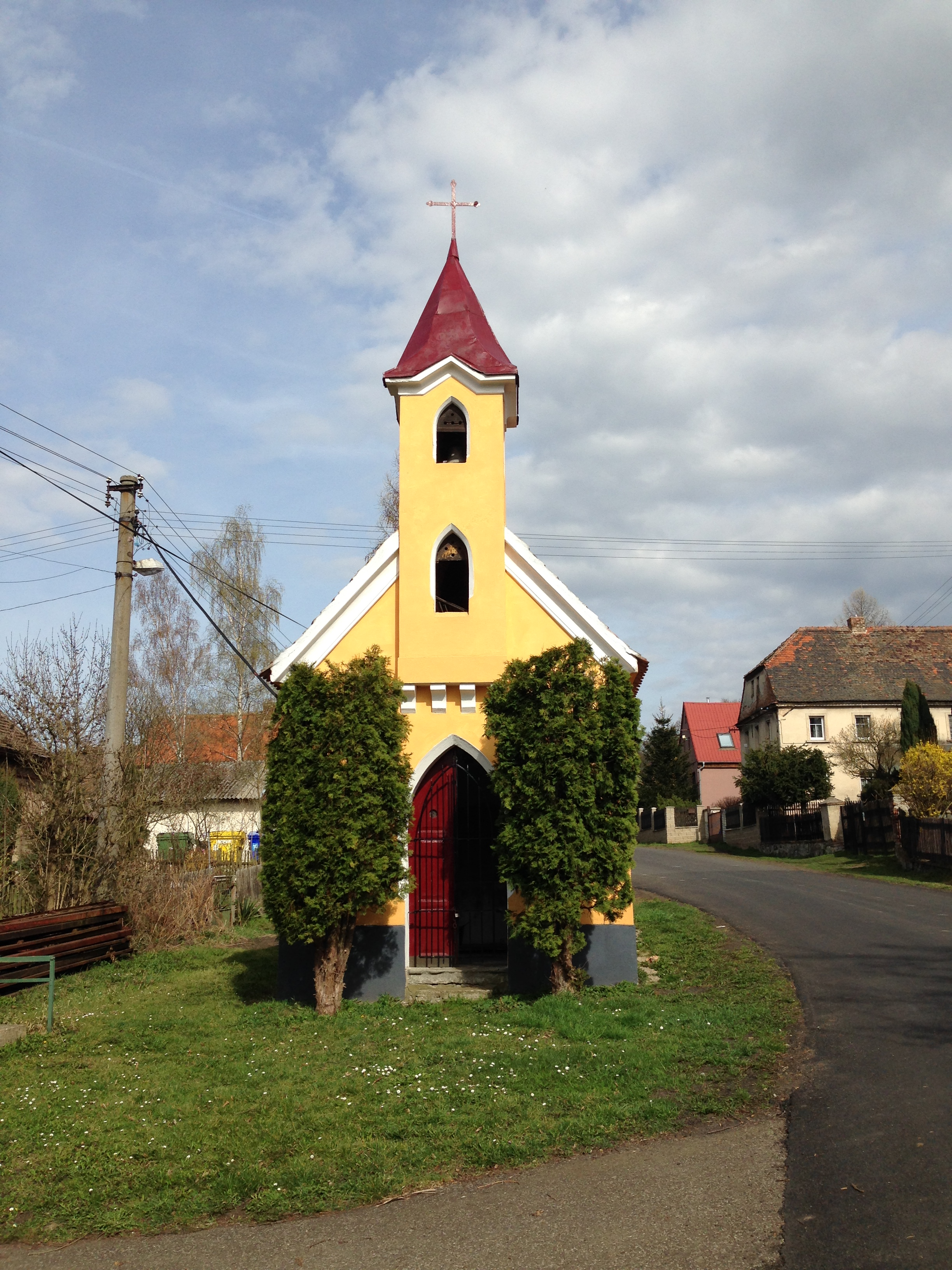
Kaple svatého Floriána v Suché
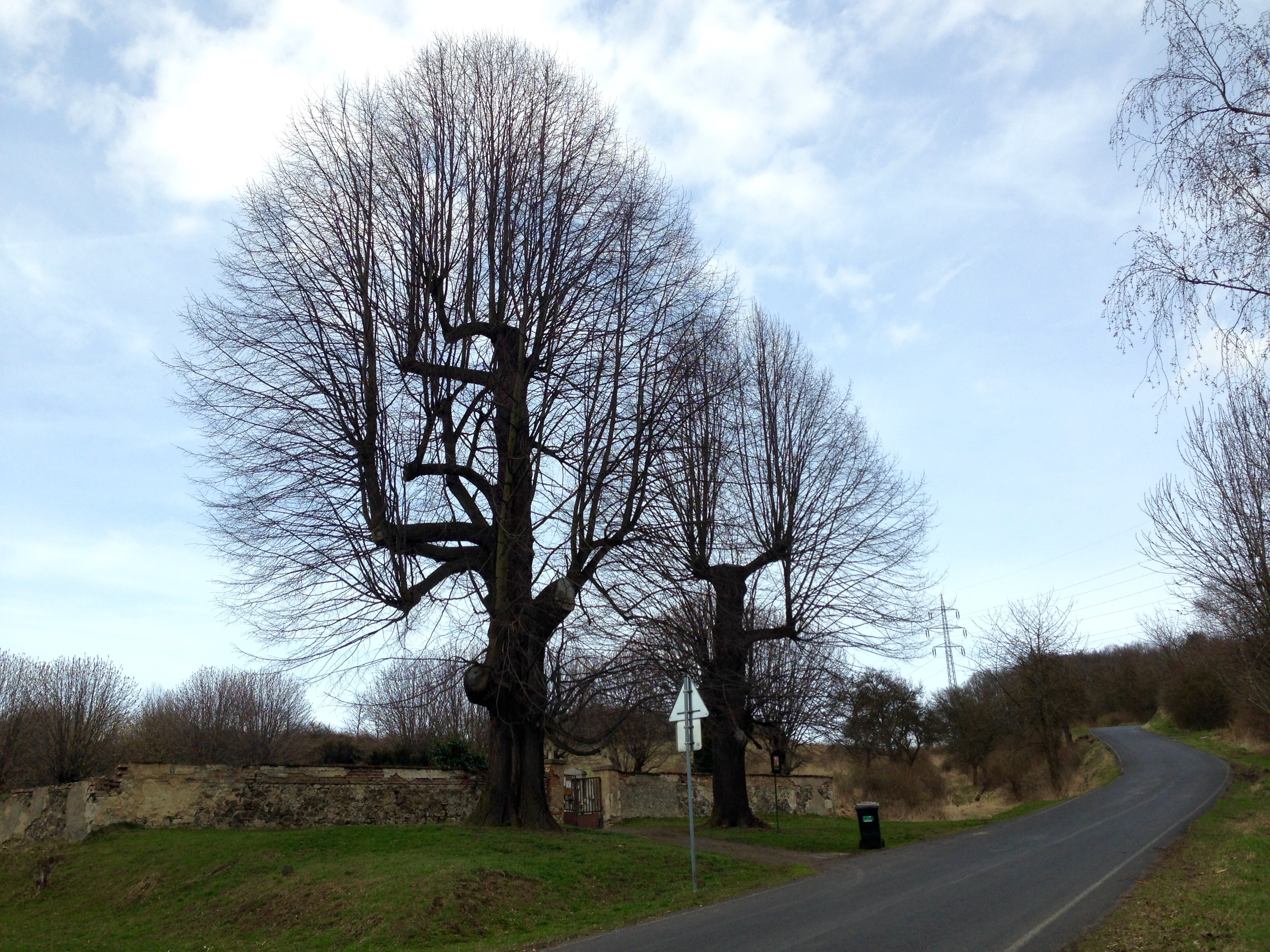
Lípy ve Stebně